# Seán Goulding
|  | Dieser Artikel wurde auf den Seiten der Qualitätssicherung des Projektes Politiker eingetragen. Hilf mit, ihn zu verbessern, und beteilige dich an der Diskussion! |

Seán Goulding (* 1877; † 15. Dezember 1959) war ein irischer Politiker. Er saß sowohl als Teachta Dála (= Abgeordneter) im Dáil Éireann (= irisches Unterhaus) sowie als Senator im Seanad Éireann (= Senat von Irland). In letzterem war er von 1943 bis 1948 Cathaoirleach (= Vorsitzender).

## Leben
Im County Waterford wurde Goulding bei den allgemeinen Wahlen im September 1927 zum 6. Dáil als Teachta Dála für den Wahlkreis Waterford gewählt. Er wurde bei zwei weiteren allgemeinen Wahlen bis zu seiner Niederlage bei den Wahlen zum 9. Dáil 1937 wiedergewählt. Er trat bei den allgemeinen Wahlen von 1938, 1943 und 1944 wieder an, schaffte es aber nicht mehr ins Dáil.
Nach dem Verlust seines Sitzes im Dáil im Jahr 1937 trat er bei den anschließenden Wahlen zum 5. Seanad Éireann an und gewann einen Sitz im Industrie- und Handelspanel. Er wurde 1943 wiedergewählt und kehrte 1944 in das Verwaltungsgremium zurück, in dem er von 1948 bis 1951 als Cathaoirleach (Vorsitzender) der Seanad fungierte. 1951 wurde er vom Taoiseach, Éamon de Valera, zum 7. Seanad ernannt und am 2. Juni 1948 zum Leas-Chathaoirleach (stellvertretender Vorsitzender) gewählt. Er ließ sich nicht mehr für die Seanad-Wahlen von 1954 aufstellen und starb am 15. Dezember 1959 im Alter von 82 Jahren.